# Liste der Kulturgüter in Oltingen
Die Liste der Kulturgüter in Oltingen enthält alle Objekte in der Gemeinde Oltingen im Kanton Basel-Landschaft, die gemäss der Haager Konvention zum Schutz von Kulturgut bei bewaffneten Konflikten, dem Bundesgesetz vom 20. Juni 2014 über den Schutz der Kulturgüter bei bewaffneten Konflikten sowie der Verordnung vom 29. Oktober 2014 über den Schutz der Kulturgüter bei bewaffneten Konflikten unter Schutz stehen.
Objekte der Kategorien A und B sind vollständig in der Liste enthalten, Objekte der Kategorie C fehlen zurzeit (Stand: 1. Januar 2023).

## Kulturgüter
| Foto |                                                                               | Objekt | Kat. | Typ | Standort                                | Beschreibung |
| ---- | ----------------------------------------------------------------------------- | --- | ---- | --- | --------------------------------------- | ------------ |
| ja   | Datei hochladen · Wikidata zu Reformierte Pfarrkirche St. Niklaus (Q19362780) | Reformierte Pfarrkirche St. Niklaus (mit Pfarrhaus, Beinhaus, Beinhauskapelle und Scheune) KGS-Nr.: 01494 | A    | G   | Herrengasse 38, 39 637362 / 253704      |              |
| ja   | Datei hochladen · Wikidata zu Wohnhaus (Grosses Haus) (Q19362781)             | Wohnhaus (Grosses Haus) KGS-Nr.: 09528                                                                    | A    | G   | Hauptstrasse 54 637487 / 253596         |              |
| BW   | Datei hochladen · Wikidata zu Bauernhaus (Q29679443)                          | Bauernhaus KGS-Nr.: 12179                                                                                 | B    | G   | Hauptstrasse 15 637510 / 253644         |              |
| BW   | Datei hochladen · Wikidata zu Bronzezeitliche Gewerbesiedlung Zig (Q29679461) | Bronzezeitliche Gewerbesiedlung Zig KGS-Nr.: 12180                                                        | B    | F   | 636101 / 252300                         |              |
| BW   | Datei hochladen · Wikidata zu Obere Mühle und Säge (Q29679477)                | Obere Mühle und Säge KGS-Nr.: 12181                                                                       | B    | G   | Schafmattstrasse 72, 73 637514 / 253500 |              |
| BW   | Datei hochladen · Wikidata zu Untere Mühle (Q29679495)                        | Untere Mühle KGS-Nr.: 12182                                                                               | B    | G   | Hauptstrasse 16 637513 / 253657         |              |
| BW   | Datei hochladen · Wikidata zu Wohn-, Geschäftshaus Begge-Huus (Q29679512)     | Wohn- und Geschäftshaus Begge-Huus KGS-Nr.: 12183                                                         | B    | G   | Schafmattstrasse 8 637520 / 253533      |              |
| BW   | Datei hochladen · Wikidata zu Heimatmuseum Oltingen (Q27487030)               | Heimatmuseum KGS-Nr.: 12318                                                                               | B    | S   | Herrengasse 38a 637339 / 253682         |              |